# فردی گوارین
فردی گوارین (اسپانیایی: Fredy Guarín‎؛ زاده ۳۰ ژوئن ۱۹۸۶) یک بازیکن فوتبال اهل کلمبیا است.

## تیم ملی
وی همچنین در تیم ملی فوتبال کلمبیا بازی کرده است.